# Polizzi Generosa
Polizzi Generosa (Pulizzi in siciliano) è un comune italiano di 2 774 abitanti della città metropolitana di Palermo in Sicilia.
Fa parte del Parco delle Madonie.

## Storia
Il sito su cui sorge la cittadina di Polizzi Generosa è stato frequentato sin dal VI secolo a.C., come attestano rinvenimenti archeologici, tra cui una moneta anepigrafa imerese. Rinvenimenti punici in area urbana sono stati studiati da Sardo-Spagnuolo (1942). Una necropoli di età classica ed ellenistica è stata scoperta da Contino (1986), che segnala dei rinvenimenti archeologici avvenuti nel 1978 e 1980. La necropoli ellenistica è venuta ulteriormente alla luce durante i lavori di costruzione del nuovo istituto tecnico per geometri e i reperti rinvenuti sono oggi esposti nel locale museo. Nel IV secolo a.C., l'abitato, grazie alla sua posizione strategica lungo il confine tra i domini punici e quelli siracusani, dovette avere un presidio stabile e una fortezza presidiata da milizie mercenarie originarie della Campania, come attesta il rinvenimento di un ripostiglio monetale negli anni 1950. Sono documentati anche resti romani (Contino, 1986).
Secondo le ricostruzioni di Michele Amari (1880), il sito di Polizzi si identificherebbe con la Città del Re (Basileopolis) dei documenti bizantini e arabi, edificata nell'880. Durante la dominazione islamica, fu un prospero centro. La cittadina mantenne floridezza nel periodo angioino, entrando nell'orbita regia, e divenne poi città demaniale. In tale periodo si sviluppò un casale (borgo suburbano) che prese nome dalla chiesetta di San Pietro fuori le mura, della quale rimangono alcune vestigia.
Il toponimo Polizzi, di origine greca (probabilmente bizantina, se non anteriore), deriva da un toponimo composto terminante in Polis («città»), e ciò e confermato sia dalla grafia Bulis del geografo Al Idrisi, sia dalla documentazione di epoca normanna, che presenta le grafie Polis, Polic, ecc., latinizzati in Politium e Policium allo stesso modo in cui il toponimo bizantino Milas (anticamente Milai) è divenuto Milazzo, così Polis è esitato in Polizzi. Sarebbe quindi del tutto priva di fondamento la tesi che vorrebbe il toponimo originato da due omonime famiglie nobili (citate l'una come Palizzi, Palici o Palizzolo, l'altra semplicemente come Polizzi), entrambe molto potenti nella Sicilia del XIV secolo, poiché avvenne esattamente il contrario. Il toponimo Polizzi è, infatti, precedente ai cognomi di queste due famiglie nobili. I Palizzi di origine normanna, i cui appartenenti ricoprirono diverse cariche fra cui consiglieri reali e membri delle compagnie dei Bianchi di Monte San Giuliano e di Catania, durante i regni di Pietro II di Sicilia (1337 - 1342) e di Ludovico suo figlio (1342 - 1355), guidarono con i Chiaramonte la fazione Latina che si opponeva a quella dei Catalani. 
La decadenza della cittadina incomincia con la pestilenza del 1575-76 che decima la popolazione. Alla fine del XIX secolo si ebbe una ripresa della cittadina, come testimonia la presenza di diverse attività commerciali. L'appellativo «Generosa» venne concesso da Federico II, impressionato dall'ottima accoglienza ricevuta. Nel 1863 tale denominazione tradizionale fu ufficializzata con regio decreto n. 1218.

## Monumenti e luoghi d'interesse

### Architetture religiose
- XI secolo, Chiesa di Santa Maria Assunta o di Santa Maria Maggiore
- 1177, Chiesa della Commenda, edificata da Ruggero D'Aquila, proprietà dell'Ordine Sovrano Militare di Malta, ruderi
- 1300c., Chiesa di San Francesco d'Assisi e convento dell'Ordine dei frati minori conventuali, oggi auditorium San Francesco
- XV secolo, Chiesa di Santa Margherita o Badia Vecchia o di San Giovanni di Dio e monastero femminile di clausura dell'Ordine benedettino
- XVI secolo, Chiesa di Santa Maria della Porta detta anche degli Schiavi, ex San Giovannino
- Chiesa del Carmine, ante 1549 convento dell'Ordine domenicano, dal 1549 al 1866 gestito dall'Ordine della Beata Vergine del Monte Carmelo
- 1622, Chiesa di San Gandolfo La Povera o chiesa del Collegio sorta sull'area della primitiva chiesa e ospedale di Santa Cecilia
- X - XI secolo, Chiesa di Sant'Antonio Abate, primitiva moschea araba
- 1167, Chiesa di San Nicolò de' Franchis eretta da Pietro da Tolosa
- XII secolo, Chiesa di San Pancrazio
- XII secolo, Chiesa dell'Udienza
- XII secolo, Chiesa della Santissima Trinità dei Cavalieri Teutonici
- 1260, Eremo di San Gandolfo
- 1300c., Chiesa di Santa Maria Gesù lo Piano

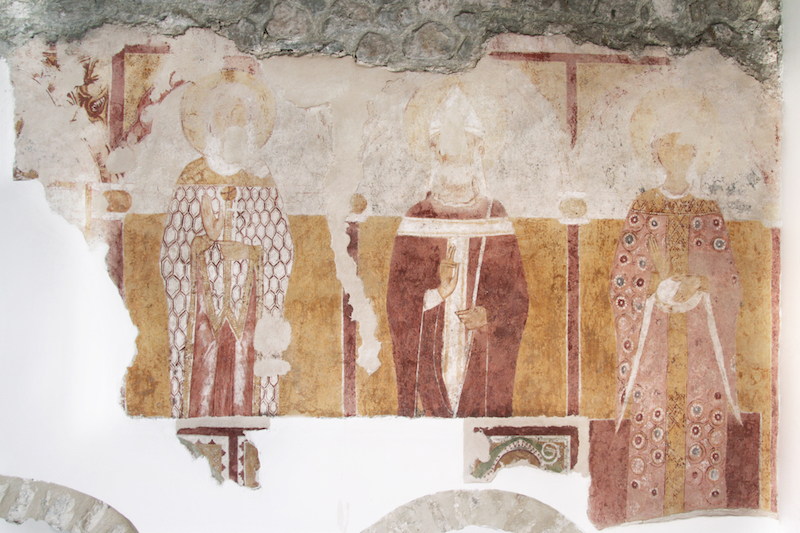
Parte degli affreschi bizantini della parete destra dell'Abbazia di Santa Croce di Polizzi Generosa con immagini di S Benedetto e S. Margherita d'Antiochia.

- Parte degli affreschi bizantini della parete destra dell'Abbazia di Santa Croce di Polizzi Generosa con immagini di S Benedetto e S. Margherita d'Antiochia.XIII-XIV secolo,  Abbazia di S. Croce dell'Ordine Benedettino con Affreschi Bizantini, in C.da S. Croce
- 1499, Chiesa di Santa Maria delle Grazie e monastero dell'Ordine benedettinoAbbazia di Santa Croce dell'Ordine Benedettino con affreschi Bizantini
- 1386, Chiesa di Sant'Orsola

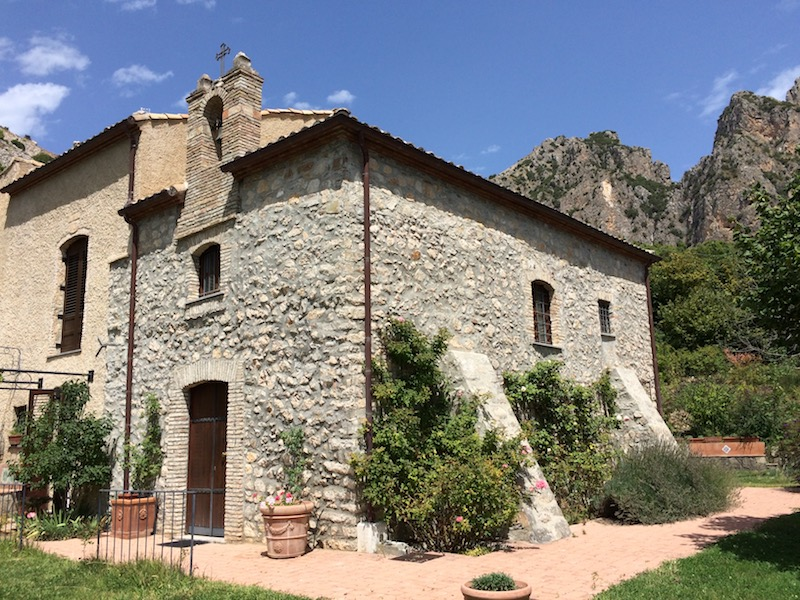
Abbazia di Santa Croce dell'Ordine Benedettino con affreschi Bizantini

- XIV secolo, Oratorio della Compagnia del Santissimo Rosario
- 1681, Chiesa di San Girolamo e Collegio dei Gesuiti
- Chiesa dell'Annunziata, ruderi
- Chiesa di Santa Caterina o della Batiula
- Chiesa di San Nicola
- Chiesa di San Nicola dei Mulini
- Chiesa della Pietatella
- Chiesa di Santa Maria della Raccolta

### Architetture civili
- Ruderi del Castello, risalente al periodo bizantino, ampliato e fortificato da Ruggero il Normanno. Ruderi di cappella palatina del XV secolo.
- XVI secolo, Palazzo Gagliardo
- 1681c., Museo Civico Archeologico, strutture ex Collegio dei Gesuiti
- 1681c., Palazzo Comunale ex Collegio dei Gesuiti
- ?, Palazzo Carpinello sede della Regia Secrezia
- XVIII secolo Palazzo Porcari-Caruso,casa natale del noto storico religioso Giovanni Battista Caruso. Sorge tra via S. Michele Arcangelo, piazza Giovanni Battista Caruso e via Vinciguerra.
- 1990, Museo Ambientalistico Madonita M.A.M.

## Società

### Evoluzione demografica
Abitanti censiti

## Amministrazione
| Periodo         | Periodo         | Primo cittadino                                                                  | Partito                                                    | Carica                                                              | Note          |
| --------------- | --------------- | -------------------------------------------------------------------------------- | ---------------------------------------------------------- | ------------------------------------------------------------------- | ------------- |
| 11 Giugno 1985  | 7 Gennaio 1988  | Mariano Badagliacca                                                              | Democrazia Cristiana                                       | Sindaco                                                             | [ 15 ]        |
| 7 Gennaio 1988  | 31 Maggio 1990  | Francesco Caruso                                                                 | Partito Comunista Italiano                                 | Sindaco                                                             | [ 15 ]        |
| 31 Maggio 1990  | 24 Aprile 1991  | Domenico Dolce                                                                   | Partito Socialista Italiano                                | Sindaco                                                             | [ 15 ]        |
| 24 Aprile 1991  | 24 Agosto 1992  | Giovanni Cristodaro                                                              | Democrazia Cristiana                                       | Sindaco                                                             | [ 15 ]        |
| 24 Agosto 1992  | 13 Giugno 1994  | Giuseppe Lo Verde                                                                | Partito Democratico della Sinistra                         | Sindaco                                                             | [ 15 ]        |
| 13 Giugno 1994  | 25 Maggio 1998  | Giuseppe Lo Verde                                                                | Lista civica                                               | Sindaco                                                             | [ 15 ]        |
| 25 Maggio 1998  | 27 Maggio 2003  | Giuseppe Lo Verde                                                                | Lista civica                                               | Sindaco                                                             | [ 15 ]        |
| 27 Maggio 2003  | 17 giugno 2008  | Salvatore Glorioso                                                               | Lista civica                                               | Sindaco                                                             | [ 15 ]        |
| 17 giugno 2008  | 19 ottobre 2012 | Patrizio David                                                                   | Lista civica Alleanza per Polizzi - Patrizio David Sindaco | Sindaco                                                             | dimessosi     |
| 19 ottobre 2012 | 9 Aprile 2013   | Giuseppe Petralia                                                                |                                                            | Commissario straordinario                                           | [ 15 ] [ 16 ] |
| 9 Aprile 2013   | 2 giugno 2015   | Baldassare Ingoglia (sindaco f.f.) Salvatore Giuseppe Ciarcià Salvatore Di Marca |                                                            | Commissione straordinaria Antimafia ex artt. 143-144 d.lgs 267/2000 | [ 15 ]        |
| 2 giugno 2015   | 5 ottobre 2020  | Giuseppe Lo Verde                                                                | Lista civica Il cantiere delle idee                        | Sindaco                                                             | [ 15 ]        |
| 5 ottobre 2020  | in carica       | Gandolfo Librizzi                                                                | Lista civica Costruire Comunità                            | Sindaco                                                             | [ 15 ]        |

## Clima
| Polizzi Generosa    | Mesi | Mesi | Mesi | Mesi | Mesi | Mesi | Mesi | Mesi | Mesi | Mesi | Mesi | Mesi | Stagioni | Stagioni | Stagioni | Stagioni | Anno |
| Polizzi Generosa    | Gen  | Feb  | Mar  | Apr  | Mag  | Giu  | Lug  | Ago  | Set  | Ott  | Nov  | Dic  | Inv      | Pri      | Est      | Aut      | Anno |
| ------------------- | ---- | ---- | ---- | ---- | ---- | ---- | ---- | ---- | ---- | ---- | ---- | ---- | -------- | -------- | -------- | -------- | ---- |
| T. max. media (°C)  | 8,3  | 8,9  | 10,6 | 13,6 | 18,8 | 23,7 | 26,8 | 26,8 | 23,1 | 17,7 | 13,4 | 9,7  | 9,0      | 14,3     | 25,8     | 18,1     | 16,8 |
| T. min. media (°C)  | 3,9  | 3,7  | 4,9  | 7,2  | 11,2 | 15,3 | 18,2 | 18,5 | 15,9 | 11,9 | 8,3  | 5,4  | 4,3      | 7,8      | 17,3     | 12,0     | 10,4 |
| Precipitazioni (mm) | 64   | 51   | 47   | 38   | 25   | 9    | 9    | 16   | 38   | 74   | 67   | 65   | 180      | 110      | 34       | 179      | 503  |

## Cultura

### Cucina
- Coniglio polizzano
- Sfoglio polizzano

## Infrastrutture e trasporti
Il comune è interessato dalle seguenti direttrici stradali:
- Strada statale 643 di Polizzi
- Strada Statale 120 dell'Etna e delle Madonie
- Strada Provinciale 119

## Galleria d'immagini

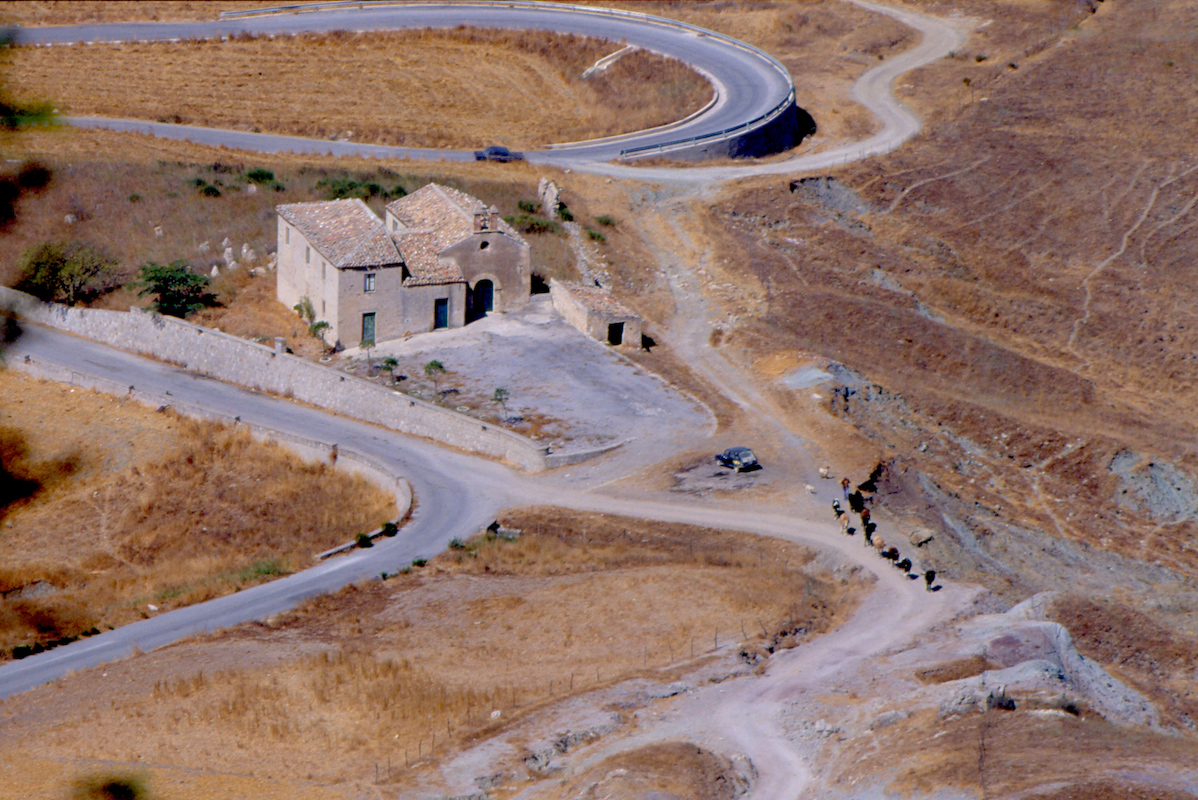
Eremo di san Gandolfo.
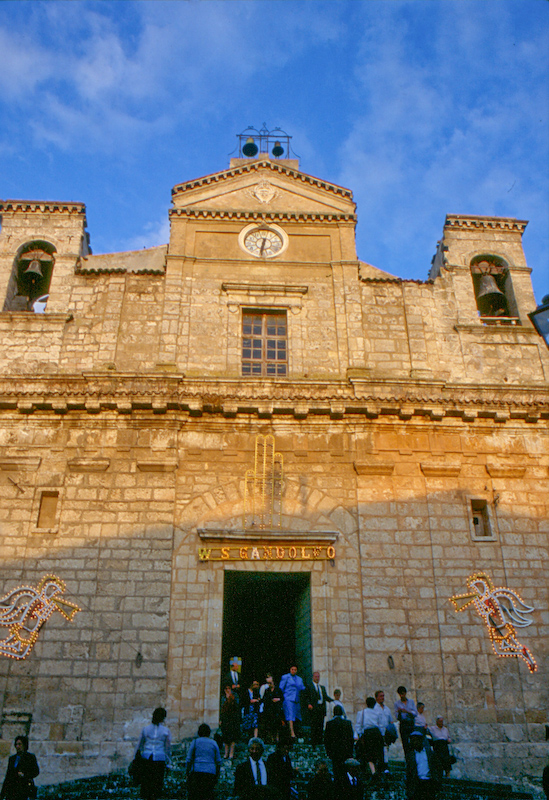
La Chiesa durante la festa di San Gandolfo.
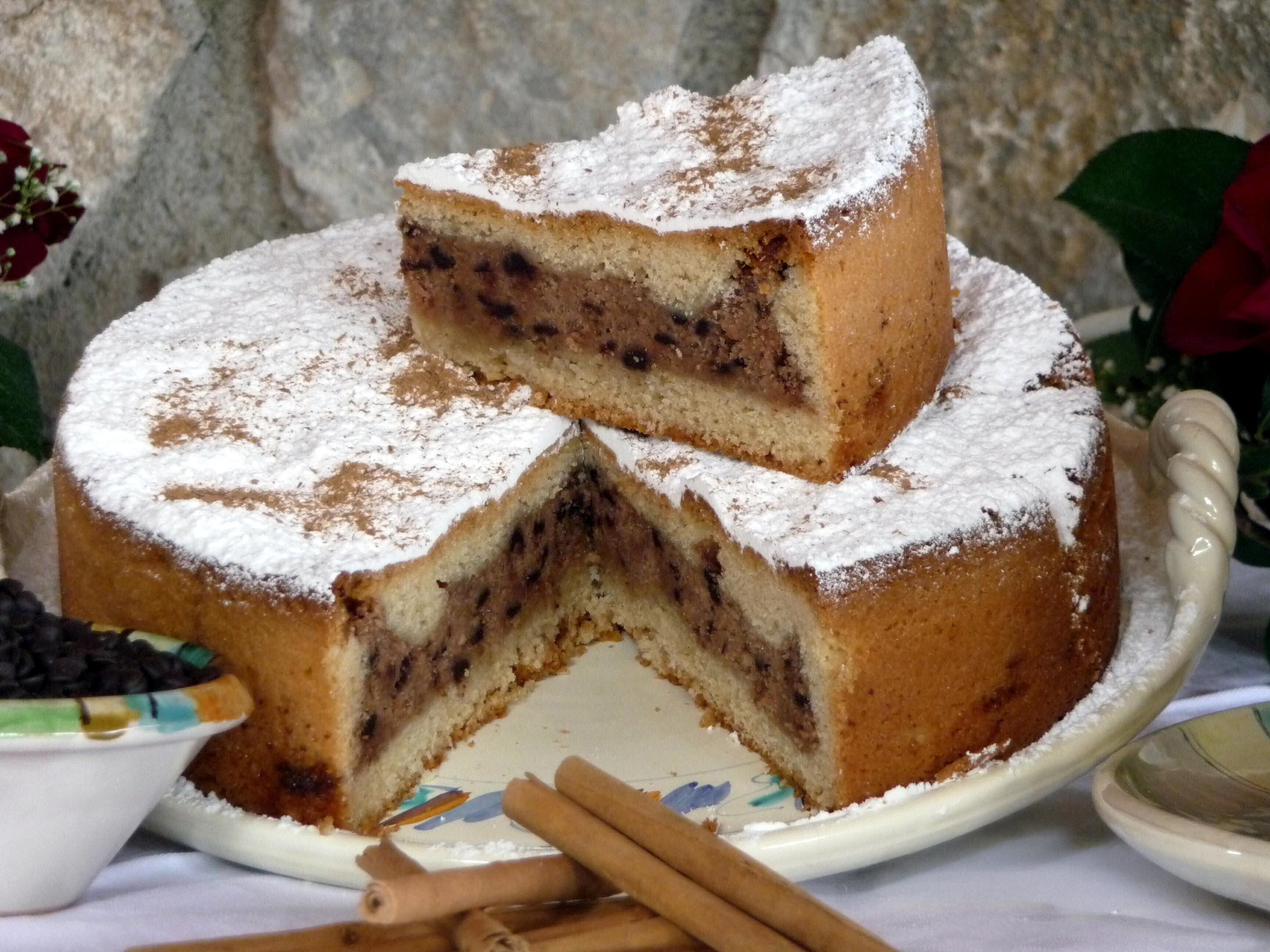
Lo Sfoglio. Dolce tipico di Polizzi Generosa, inventato nel XVI secolo dalle monache benedettine in onore della festa di San Benedetto
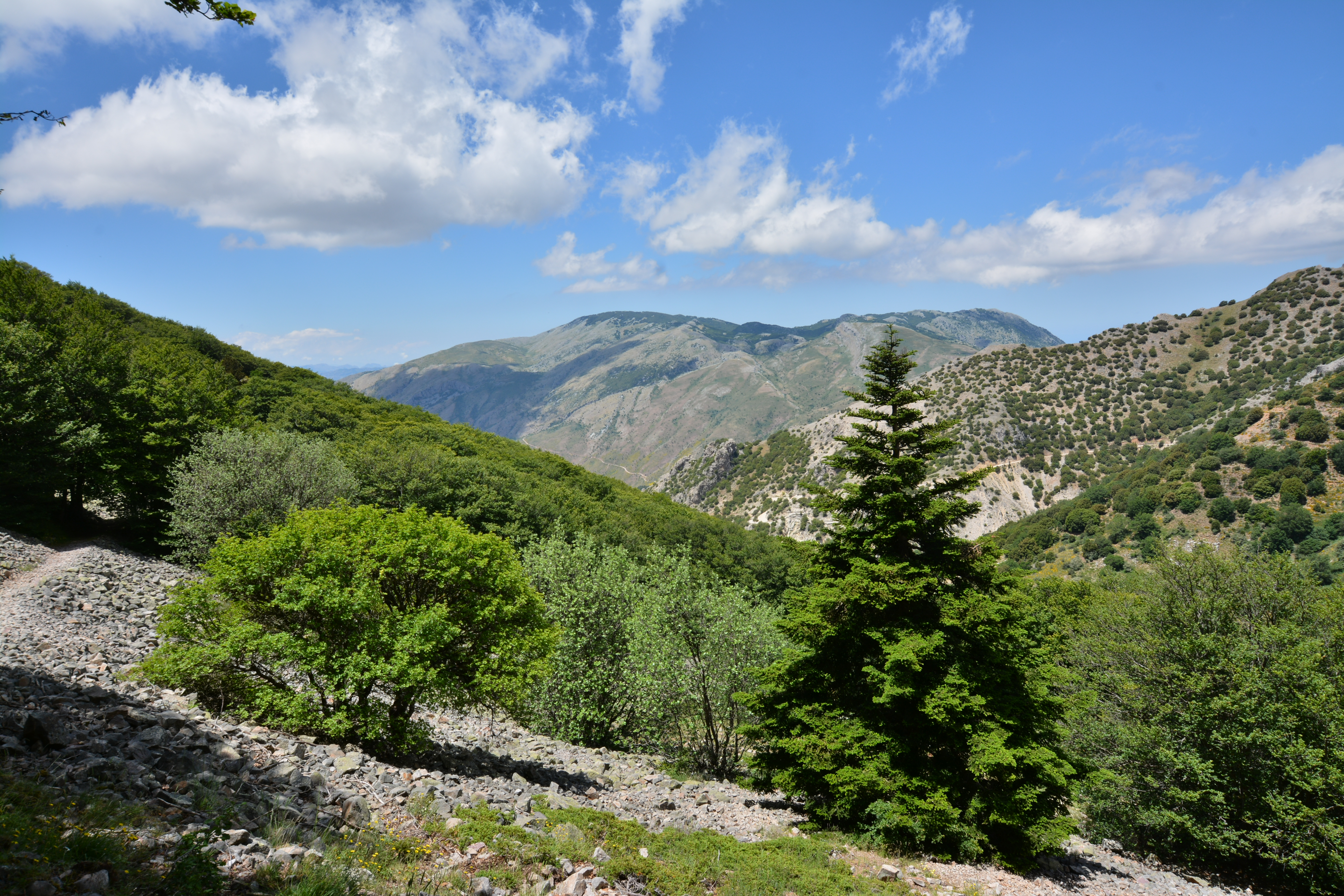
L'abete delle Madonie. Rarissimo abete, nr. 30 unità al mondo, tutti nel territorio di Polizzi Generosa (Parco delle Madonie)